# Материјална култура
Материјална култура је део културе који чине сви материјални производи (оруђа, оружја, грађевине, саобраћајнице, разноврсни технички, пољопривредни и индустријски производи), чија је основна сврха задовољење човекових телесних потреба (за храном, водом, заштитом итд.).
У археологији, култура је начин живота који је изградила нека група или заједница људи на одређеном подручју, а који се преноси с нараштаја на нараштај; такође група, културна група. Укључује понашање, материјалне ствари, идеје, обичаје, институције, веровања и др. Име добија по значајном налазишту (епоним, на пример винчанска култура, вучедолска култура, белобрдска култура), реци (потиска култура), а рјеђе према неким кључним обележјима (култура линеарнотракасте керамике, култура врпчасте керамике, култура левкастих врчева, култура поља са урнама). Културни тип је верзија, тј. локална подгрупа с неким специфичним регионалним обележјима (брезовљански тип сопотске културе). Културни комплекс означава групу култура са деломично заједничким елементима (старчевачки културни комплекс, комплекс култура линеарнотракасте керамике).

## Концепт
Различите културне групе имају предмете материјалне културе који се разликују функционално и естетски због различитих културних и друштвених пракси. Ова идеја је видљиво тачна у најширим размерама. На пример, опрема повезана са кувањем чаја увелико варира широм света. Друштвени односи према материјалној култури често укључују појмове идентитета и статуса.
Заговорници културно-историјске археологије користе ту идеју да тврде да се скупови материјалне културе могу користити за праћење древних група људи које су биле или самоидентификујућа друштва или етничке групе. Археолошка култура је класификациони уређај за уређивање археолошких података, фокусиран на артефакте као израз културе, а не на људе. Класична дефиниција ове идеје долази од Гордона Чајлда:
Ми налазимо да се одређене врсте остатака – саксије, оруђа, украси, погребни обреди и кућни облици – стално понављају заједно. Такав комплекс придружених особина назваћемо „културна група” или само „култура”. Ми претпостављамо да је такав комплекс материјални израз онога што бисмо данас назвали „народом“.— Childe 1929, стр. v–vi
Концепт археолошке културе био је кључан за повезивање типолошке анализе археолошких доказа са механизмима који су покушавали да објасне зашто се они мењају током времена. Кључна објашњења која су фаворизовали историчари културе била су дифузија облика из једне групе у другу или миграција самих народа. Поједностављен пример процеса могао би бити да ако је једна врста грнчарије имала дршке веома сличне онима суседног типа, али декорацију сличну другом суседу, идеја за ова два елемента могла би се проширити од суседа. Насупрот томе, ако једна врста грнчарије изненада замени велику разноликост типова грнчарије у читавом региону, то би се могло протумачити као нова група која мигрира са овим новим стилом.
Ова идеја културе позната је као нормативна култура. Она се ослања на претпоставку пронађену у гледишту археолошке културе да су пронађени артефакти „израз културних норми,” и да те норме дефинишу културу. Овај поглед такође мора бити политетичан, мора се пронаћи више артефаката да би се локалитет сврстао у одређену археолошку културу. Једна особина сама по себи не резултира културом, већ је потребна комбинација особина.
Пошто термин „култура” има много различитих значења, научници су сковали и специфичнији термин палеокултура, као специфичну ознаку за праисторијске културе. Критичари тврде да културним таксономијама недостаје снажан консензус о епистемолошким циљевима културне таксономије.

## Развој
Употреба термина „култура” ушла је у археологију кроз немачку етнографију 19. века, где се култура племенских група и руралних сељака разликована од Zivilisation урбанизованих народа. За разлику од шире употребе речи коју је у антропологију увео Едвард Бернет Тајлор, немачки етнолози су користили културу да опишу карактеристичне начине живота одређеног народа, што је у том смислу еквивалентно француској цивилизацији. Радове Kulturgeschichte (историје културе) стварали су бројни немачки научници, а посебно Густав Клем од 1780. надаље, што одражава растуће интересовање за етничку припадност у Европи у 19. веку.
Прва употреба „културе“ у археолошком контексту била је у делу Кристијана Томсена из 1836. Ledetraad til Nordisk Oldkyndighed (Водич кроз северну антику). У каснијој половини 19. века археолози у Скандинавији и централној Европи су све више користили немачки концепт културе да опишу различите групе које су разликовали у археолошким записима одређених локалитета и региона, често уз и као синоним за „цивилизацију“ . Тек у 20. веку и радовима немачког праисторичара и ватреног националисте Густафа Косине идеја о археолошким културама постала је централна у дисциплини. Косина је археолошки запис видео као мозаик јасно дефинисаних култура (или културних група) које су биле снажно повезане са расом. Посебно је био заинтересован за реконструкцију кретања онога што је видео као директне праисторијске претке Германа, Словена, Келта и других великих индоевропских етничких група како би се аријевска раса пратила до њене постојбине.
Изразито расистички карактер Косиновог дела значио је да је имао мало директног утицаја ван Немачке у то време (Нацистичка партија је са ентузијазмом прихватила његове теорије), или уопште после Другог светског рата. Међутим, општији приступ археологији „историје културе“ који је започео заменио је друштвени еволуционизам као доминантна парадигму током већег дела 20. века. Косинов основни концепт археолошке културе, лишен њених расних аспеката, усвојили су Вер Гордон Чајлд и Франц Боас, у то време најутицајнији археолози у Британији и Америци. Чајлд је посебно био одговоран за формулисање дефиниције археолошке културе која се и данас у великој мери примењује. Он је дефинисао археолошку културу као артефакте и остатке који се доследно јављају заједно. Тиме је уведена „нова и дискретна употреба термина која се значајно разликовала од садашње антрополошке употребе“. Његова дефиниција је била чисто класификациони уређај за уређивање археолошких података.
Иако је био скептичан по питању идентификовања одређених етничких група у археолошким записима и био је склон много више дифузионизму него миграционизму да би објаснио промену културе, Чајлд и каснији културно-историјски археолози, попут Косина, и даље су изједначавали одвојене археолошке културе са засебним „народима“. Каснији су археолози довели у питање директан однос између материјалне културе и људских друштава. Дефиниција археолошких култура и њихов однос према људима из прошлости постала је мање јасна; у неким случајевима, оно за шта се веровало да је монолитна култура показује се даљим проучавањем као дискретна друштва.

## Критика
Концепт археолошких култура је сам по себи предмет поделе унутар археолошког поља. Када се први пут развила, археолошка култура је посматрана као одраз стварне људске културе.
...у традиционалном погледу садашњост се транслира у прошлост тако што се сакупљају артефакти у групе и именују те групе као археолошке културе. Затим се формира једначина између археолошке и људске културе претпостављајући да су артефакти израз културних идеја или норми. (...) Овај приступ су (...) многи назвали „културна историја“ (...).— Matthew Johnson, Archaeological Theory: An Introduction, p. 19–20
Овакав поглед на културу би био „потпуно задовољавајући када би циљ археологије био искључиво дефиниција и опис ових ентитета.“ Међутим, како су 1960-те одмицале и археологија настојала да буде у већој мери научна, археолози су желели више од пуког описивања артефактата, те је оформљена археолошка култура.
Пристизале су оптужбе да је археолошка култура „идеалистичка“, јер претпоставља да се норме и идеје виде као „важне у дефиницији културног идентитета“. То наглашава посебност култура: „Зашто и како се разликују од суседне групе." Процесуалисти и други накнадни критичари културно-историјске археологије тврдили су да је археолошка култура третирала културу као „само скуп идеја”.
Археолошка култура је тренутно корисна за сортирање и састављање артефаката, посебно у европској археологији која се често нагиње ка културно-историјској археологији.